# Royaume de Norvège (872-1397)
Pour un article plus général, voir Histoire de la Norvège.
872–1397
Entités précédentes :
- Petits royaumes norvégiens
- État libre islandais (1262)

Entités suivantes :
- Union de Kalmar

Le royaume de Norvège (en norvégien bokmål Norgesveldet) est l'entité politique de la Norvège de l'unification des petits royaumes norvégiens à partir de 872 menée par Harald à la Belle Chevelure, jusqu'à la formation de l'union de Kalmar avec le Danemark et la Suède en 1397. Cette période correspond à une transition entre un pouvoir exercé par des chefs de clans militarisés vers un pouvoir légitimé par le droit et institutionnalisé.
La Norvège atteint durant cette période l'apogée de sa puissance, contrôlant les îles Féroé, le Groenland et une partie des îles Britanniques, ainsi que l'Islande à partir de 1262.

## Histoire

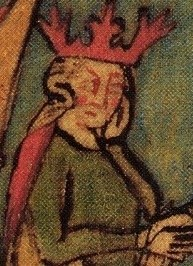
Harald à la Belle Chevelure est considéré comme étant le premier à avoir unifié la Norvège, à la fin du IXe siècle

### De la période viking à l'unification
En 872, Harald Ier impose son autorité après la bataille de Hafrsfjord, traditionnellement datée de 872. Il est ainsi considéré comme le premier roi de Norvège. Avant son unification, la Norvège est divisée en plusieurs petits royaumes ou chefferies, souvent en conflit. Cependant, son oeuvre ne lui survit pas puisqu'à sa mort, vers 930, ses fils se disputent son héritage. Pour asseoir son autorité, Éric Ier tue presque tous ses frères sauf Håkon Ier qui est en fosterage à la cour d'Æthelstan. En 948, ce dernier tente de reprendre le contrôle mais Harald Ier (roi de Danemark) en profite pour prendre le contrôle de la région du fjord d'Oslo. Ce contexte trouble contribue à la mise en place d'un système de défense contrôlé par le roi, le leidang, et grâce auquel il peut rapidement mobiliser une flotte en cas de menace. Cette évolution éloigne la royauté norvégienne de l'ancien système fondé sur les raids.
Le royaume est alors divisé entre plusieurs territoires et les prétentions danoises. Håkon Sigurdsson, jarl de Lade, tente de s'affranchir de la tutelle danoise mais perd la vie en 995. Olaf Tryggvason s'empare alors du pouvoir et entreprend la christianisation de la Norvège. Cette étape représente un support d'une politique continue d'unification des différents royaumes et clans du pays afin de faire émerger le principe d'une royauté chrétienne unique dans un contexte de concurrence à partir du XIe siècle avec la royauté danoise qui tente d'asseoir sa suprématie sur les échanges dans la Baltique. On doit à Olaf la reconquête du Trøndelag, mais il meurt à la bataille de Svolder en 1000. Les luttes pour la prétention danoise du royaume de Norvège se succèdent durant le XIe siècle sans parvenir à unifier les territoires durablement.
Cette lutte amènera ainsi Harald Hardrada a saisir l'opportunité de revendiquer le trône d'Angleterre à la mort d'Édouard le Confesseur en 1066. le débarquement de la flotte norvégienne se soldera par la défaite de Stamford Bridge et la mort du roi Harald.

### Christianisation et influence de l'Église
Le christianisme arrive en Norvège au cours du Xe siècle, et son implantation est souvent associée au roi Olaf Tryggvason et surtout à Olaf II, qui règne de 1015 à 1030. Olaf II joue un rôle déterminant dans la christianisation de la Norvège, notamment en imposant la nouvelle foi à travers des lois et des mesures sévères contre les pratiques païennes. Après sa mort à la bataille de Stiklestad en 1030, Olaf est canonisé et devient le saint patron de la Norvège, renforçant ainsi l'alliance entre la monarchie et l'Église.
Au XIIe siècle, la fondation de l'archevêché de Nidaros en 1152/1153 marque l'affirmation de l'Église en Norvège. L'Église devient un acteur majeur de la vie politique, sociale et économique, jouant un rôle dans l'administration des lois, la collecte des impôts et la gestion des terres.

### Guerres civiles et centralisation du pouvoir
Le royaume de Norvège poursuit une intense activité outre-mer en participant dès 1107 au mouvement des croisades. L’expédition norvégienne dure 3 ans et voit pour la première fois un roi en la personne de Sigurd Ier, participer personnellement à l'entreprise de reconquête de la terre sainte.
Le dernier souverain issu de la lignée d'Harald aux Beaux Cheveux fut Sigurd Ier, qui régna de 1103 jusqu'à sa mort en 1130. Parmi ses successeurs, Sverre, roi de 1184 à 1202, fut le plus remarquable. Homme d'État très habile, il établit une monarchie puissante et affaiblit le pouvoir du clergé et de la noblesse.
Après la mort de Sigurd Ier en 1130, des luttes dynastiques éclatent, impliquant plusieurs prétendants au trône. Cette période se termine en grande partie avec l’accession au pouvoir de Håkon IV Håkonsson en 1217. Håkon IV met en place des réformes qui centralisent le pouvoir royal et instaurent une stabilité durable. Sous son règne, la Norvège connaît une période de prospérité et de développement culturel.
C’est également à cette époque que des institutions de gouvernance plus formalisées sont mises en place. Le royaume est divisé en fylke et des things sont tenus pour régler les affaires courantes et judiciaires. Le roi devient une figure centrale du système légal et politique, tandis que l’administration se développe, notamment avec la création de manoirs royaux et d'institutions judiciaires.

### Stabilisation du pouvoir et expansion

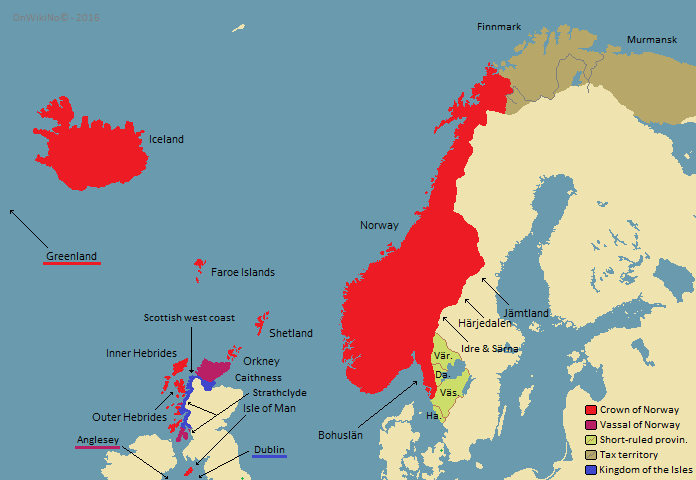
Les possessions coloniales de la Norvège

L'Islande fut alors annexée au royaume en 1262 à la suite de l'Âge des Sturlungar, et l'autorité royale fut renforcée par Håkon et par son fils, Magnus VI Lagaböte. L'aristocratie terrienne fut affaiblie par Håkon V (1270-1319). Les vieilles familles nobles déclinèrent ensuite graduellement et la Norvège devint surtout une nation de paysans. La ligue hanséatique détourna à son profit le commerce en mer du Nord et contrôla toute l'économie de la région.
En 1319, à la mort d'Håkon V qui n'avait pas d'héritier mâle, le royaume fut donné à Magnus IV de Suède, remplacé en 1343 par son fils Håkon VI.

### Des crises à la formation de l'union de Kalmar (1319-1397)
Puis ce fut le tour, en 1380, du fils de celui-ci, Oluf II de Danemark roi de Danemark, qui devint le roi Olav IV de Norvège. Mais le jeune roi n'exerça qu'un pouvoir de façade car le vrai pouvoir était détenu par sa mère, Marguerite Ire Valdemarsdotter. Il mourut d'ailleurs avant elle et celle-ci devint souveraine de la Norvège et du Danemark, puis de la Suède en 1389. Afin d'obtenir le soutien des Allemands contre les ducs de Mecklembourg prétendants au trône de Suède, Marguerite fit élire roi son petit-neveu, Éric de Poméranie.

## Territoire

### Territoires principaux
La Norvège médiévale est divisée en plusieurs territoires distincts, administrés par des entités locales et des chefs, avec une centralisation progressive sous l'autorité royale. Les territoires sont souvent structurés autour de centres économiques, religieux et militaires, facilitant l'administration et le contrôle.
L'est de la Norvège comprenait une série de domaines royaux concentrés autour de la baie du Viken et dans les vallées de l'intérieur, notamment à Håkeby, Sem (Tønsberg), Tingelstad, et Åker. L’ouest de la Norvège, en particulier les régions du Hordaland et du Rogaland, abrite d’importants centres royaux, notamment Utstein, Avaldsnes, Seim, et Fitjar. Au nord-ouest, les territoires de Sunnmøre et Romsdalen constituent une autre région clé, avec des domaines royaux tels que Skuggen, Veøy, et Hustad. Enfin, le Trøndelag, bien qu'influencé par les jarls locaux au début, fut intégré à l’autorité royale au XIe siècle. Les domaines royaux y sont concentrés autour des rivières centrales et des routes maritimes. Les manoirs royaux du Trøndelag servent de centres de pouvoir où le roi et ses partisans pouvaient maintenir une présence militaire et administrative efficace.

## Institutions

### Roi et cour royale
Alors que le principe électif d'attribution de la fonction royale résiste durablement dans la plupart des royaumes scandinaves, c'est en Norvège que les règles de succession héréditaire par primogéniture se constatent de manière la plus précoce et avec le plus de régularité.
Au sommet de la hiérarchie se trouve le roi, qui détenait le pouvoir exécutif, législatif et militaire. Pendant le Moyen Âge, la Norvège n'est pas dotée d'une capitale fixe ; le roi et sa cour, appelée hirð, voyagent à travers le royaume, résidant temporairement dans divers manoirs royaux (kongsgårder) répartis dans le pays. La cour royale comprend des nobles, des clercs et des conseillers militaires, mais aussi des fonctionnaires administratifs qui suivent le roi dans ses déplacements.
Le roi a également pour mission de promulguer des lois et de rendre la justice. Cependant, avant l’adoption d’un droit commun national en 1274, chaque région possède ses propres lois et coutumes locales. Ces lois sont appliquées par des assemblées locales appelées lagting, au sein desquelles le roi, par le biais de ses représentants, joue un rôle essentiel dans la justice.

### Lagtings et administration locale
La Norvège médiévale est divisée en plusieurs juridictions régionales appelées lagsokn, chacune dotée d'un lagting ou cour de justice régionale. Parmi les plus importantes figurent le Gulathing et le Borgarting, qui servent de centres judiciaires pour différentes parties du royaume. Le lagting est une assemblée où les affaires criminelles et civiles sont jugées. Les décisions sont prises par un conseil d’hommes libres et de propriétaires terriens, appelés lagrettemenn, qui font partie des membres les plus influents de la société locale.
Les lagtings se réunissent une fois par an et, selon leur taille, peuvent inclure des représentants de plusieurs régions. Par exemple, le Gulathing rassemble des représentants de tout l’ouest de la Norvège, dont ceux des comtés d’Agder, Rogaland et Hordaland. Le roi a souvent un représentant officiel, le lagmann, qui supervise les affaires juridiques et veille à ce que la loi royale soit respectée.

### Chapelle royale
En plus des titres séculiers, l’Église joue un rôle crucial dans l’administration royale. Les rois de Norvège s’appuient sur une organisation appelée chapelle royale (Kongsrådets Kapell) pour renforcer leur pouvoir administratif et religieux. Cette organisation comprend des chanoines et des clercs qui servent non seulement dans les chapelles royales, mais aussi comme conseillers et secrétaires pour le roi. Par exemple, le roi Hákon V a considérablement développé cette organisation au début du XIVe siècle pour assurer une administration plus efficace et recruter des clercs qualifiés pour servir de secrétaires et d’agents royaux.

### Noblesse
Le roi s'appuie sur des fonctionnaires locaux pour l'administration quotidienne du royaume. Le titre de jarl désigne les dirigeants régionaux qui gouvernent en son nom et gèrent les affaires locales dans les différentes parties du royaume. Au-dessous du jarl se trouvait le lendmann, un noble local chargé de maintenir l'ordre et de collecter les impôts. Ce système hiérarchique aide à maintenir l'autorité royale dans un royaume géographiquement étendu.

## Sources
Snorri Sturluson, Histoire des rois de Norvège, (trad. du vieil islandais, introd. et annoté par François-Xavier Dillmann), Paris, 2000  (ISBN 978-2070732111)